# Ильичёв, Иван Михайлович
Иван Михайлович Ильичёв (род. 14 ноября 1982 года, Москва) — российский писатель, биограф певицы Анны Герман, Жанны Бичевской, основатель Международного клуба поклонников Анны Герман, коллекционер, а также певец и музыкальный продюсер проекта «Имена на все времена».

## Биография
Родился в Москве 14 ноября 1982 года.Заинтересовался творчеством Анны Герман в 6 лет, когда впервые послушал пластинку «Анна Герман. Последняя встреча» (1983). С тех пор посвятил свою жизнь коллекционированию записей певицы, других материалов, связанных с её жизнью и творчеством, изучению её биографии. Познакомился с семьёй Анны Герман, в 2002 году в течение полутора месяцев жил в их доме в Варшаве.
Учился в московской школе № 914. Закончи юридический факультет Государственного Университета по Землеустройству.
В 90-е годы пел в церковном хоре в храме Нерукотворного Спаса на улице Рябиновая.
В 2002-2007 годах работал журналистом, публиковался в таких изданиях, как «Российская газета», «Вечерняя Москва», «Комсомольская правда», «Отдохни», «Русский курьер», «Независимая газета», «Аргументы и факты» и других.
В 2004 году получил II премию и награду маршала Любушского воеводства на фестивале «Танцующие Эвридики» имени Анны Герман в городе Зелёна-Гура (Польша).
Основатель международного клуба поклонников Анны Герман, биограф певицы. В России издано несколько книг Ивана об Анне Герман.
С 2006 по 2014 гг. работал в московском Государственном Театре Эстрады, проводя концерты в рамках музыкального проекта  «Имена на все времена».
С 2015 года - продюсер концертных программ музыкального проекта  «Имена на все времена» в Зале Церковных Соборов Храма Христа Спасителя.
Является одним из основателей музыкального проекта «Имена на все времена», часто выступает в Театре эстрады, Центральном доме учёных, Центральном доме литератора, Зале Церковных Соборов Храма Христа Спасителя, Культурном центре «Москвич», концертном зале на Новом Арбате и других залах.
Исполнитель современных романсов, баллад, песен, сотрудничает с такими авторами, как Лариса Рубальская, Ирина Грибулина (с которой впоследствии прервал сотрудничество из-за серьезного конфликта), Михаил Муромов, Евгений Щекалёв, Алексей Исааков, Владимир Завещевский. В репертуаре также — песни советских композиторов: Евгения Мартынова, Владимира Мигули. Автор нескольких сотен публикаций о звёздах советской и российской эстрады в прессе.
В свет вышло несколько сольных альбомов Ивана: «Свидание при свечах» ("Бомба мьюзик"), «Брызги шампанского» ("Монолит"), «Дарите женщинам цветы», «С той стороны стекла» (2017), «За всё благодарю!» (2017). В репертуаре есть песни, записанные со звёздами эстрады - Ольгой Зарубиной, Екатериной Шавриной. Отдельное место в творчестве занимает дуэт с певицей Екатериной Бродской. Иван - частый гость на концертах в Польше.
Постоянный участник фестиваля польско-российского романса в Легнице (2017, 2018 годы), ведущий международного фестиваля «Анна Герман», организованного Лигой Польских Женщин (2016, 2017 годы). С 2019 года ежегодно с музыкальным проектом «Имена на все времена» проводит в сквере Анны Герман в Москве фестиваль «Цветут сады в душе у нас». Конкурс-фестиваль и гала-концерт «Цветут сады в душе у нас» проводится при содействии личного биографа прославленной певицы и руководителя фонда «Имена на все времена» Ивана Ильичева, а также префектуры ЗАО г.Москвы. В 2019 году совместно с Иваном Ильичевым, биографом Анны Герман, музыкальным продюсером проекта “Имена на все времена”,  состоялся первый фестиваль, посвященный творчеству великой певицы Анны Герман. Финал фестиваля состоялся в Парке имени Анны Герман в районе Очаково-Матвеевское. Участвовал в качестве ведущего и исполнителя в гастрольных турах белорусского фестиваля "Эвридика" имени Анны Герман по многим городам Польши. Иван - неоднократно выступал на многих российских и польских радиостанциях: «Радио России», «Эхо Москвы» и др.
Иван Ильичёв - участник православного фестиваля «Радонеж», который проходит в Таразе (Казахстан), также участник фестиваля "Страна Азия", который проходил в Таразе (Казахстан). Обладатель почётной грамоты от Акимата города Тараз.
Иван Ильичёв часто выступает в Ташкенте благодаря тесному сотрудничеству с Консульством Республики Польша в Узбекистане. В 2016 году по книге Ивана Ильичёва был поставлен музыкальный спектакль в Русском театре Ташкента.
В 2016 году презентация книги Ивана Ильичёва об Анне Герман состоялась в Российском Центре науки и культуры в Варшаве.
Иван Ильичев - также проявил себя как актёр кино, снимался в таких фильмах как: «Прощальное эхо», «Анна Герман. Эхо любви». Неоднократно принимал участие в качестве эксперта и гостя в популярных программах российского телевидения: «Пусть говорят», «Прямой эфир». Принимал участие в съёмках многих документальных программ, посвящённых Анне Герман, Жанне Бичевской, Анне Вески на телеканалах: «Первый канал», «Россия1», "Доверие" и др.

## Книги
- Анна Герман. Гори, гори, моя звезда… — М.: Эксмо, 2010. — 272 с. — ISBN 978-5-699-45270-5
- Мы долгое эхо / Сост. И. М. Ильичёв. — М.: Алгоритм, 2012. 269 с. — ISBN 978-5-4438-0139-1
- Анна Герман. Белый ангел песни. — М.: Майор, 2012.
- Эхо любви. — 2013.
- Анна Герман. Сто воспоминаний о великой певице. — 2016.
- Анна Герман. Сто воспоминаний о великой певице. — 2017 (переиздание).

В соавторстве с узбекским биографом Анны Герман Ольганой Нафиковой в настоящее время Иван Ильичёв готовит к изданию новую книгу «Вернись в Ургенч. Тайны Белого Ангела», где подробно будет рассказано о первых десяти годах жизни певицы в СССР в 1936—1946 годах.